# Орландов ступ
Орландов ступ је најстарија сачувана јавна скулптура у Дубровнику. Дуго је био и једини световни споменик посвећен некој личности у том граду. 
Начињен је у камену. Приказује средњовековног витеза са према горе испруженим мачем. Дубровачки историчари су повезивали подизање Орландова ступа са легендом о јунаку Роланду, који је помогао граду у борби против Сарацена. Такав ступ је карактеристичан за Немачку, а ван ње постоје само четири таква споменика укључујучи овај. Вероватнија је теорија да је постављен за време боравка цара Жигмунда луксембуршког у Дубровнику, после пораза у битки код Никопоља 1396. године. Нови ступ је подигнут 1418. године и био је реплика претходног. Исклесао га је италијански готички каменорезац Бонино да Милано. Изнад ступа се вијорила дубровачка застава. Гласници су крај ступа објављивали одлуке и важне вести. Ту су се и извршавале казне. Мера за дужину, дубровачки лакат, мерио се према дужини витезове подлактице, што износи 51.2 цм. Олуја је срушила Орландов ступ 1825. године. Тада су Дубровником владали Аустријанци који су одуговлачили са поправком па је ступ поправљен тек 50 година касније. Данас, за време Дубровачких летњих игара, изнад Орландова ступа је подигнута застава на којој пише Либертас (слобода). 